# 中華體育會
中華體育會（簡稱中華），是香港一支已經解散的老牌足球隊，於1926年成立，為香港足球歷史上首支連續三屆奪得香港甲組足球聯賽冠軍的足球隊，於1960年降班至乙組，於1978–79年度球季於丙組乙包尾被淘汰出局，其後解散。

## 球隊歷史
1926年，當時香港甲組足球聯賽中唯一一支華人足球隊南華內部矛盾白熱化，終於發生「兵變」，除了陳蘇和門將劉慶祥兩人，其餘大部分主將包括：吳錦泉、林玉英、黃柏松、孫錦順、陳光耀和區傑生均離隊，另起爐灶成立中華體育會，稱為「聯愛團事件」。
在背後支持中華會的富商，包括出任中華會正副主席的陸蓬山和卓明珊。中華會執委會名單如下：
主席：楊俊達，司庫：蔡惠鴻，足球部主任：李翰淦，足球部副主任：郭寶根、歐傑生。
中華雖然猛將如雲，但卻欠缺一名穩健門將，於是向聖約瑟挖角年僅十八歲的新秀門將包家平把守最後一關。
由於實力強勁，中華成立的第一個球季，便立即獲得1926–27年度甲組聯賽亞軍，至次年即1927–28年度起更一口氣連奪三屆聯賽冠軍，成為香港甲組足球聯賽歷來第一支三連冠球隊。
中華的乙組隊於1927–28年度球季贏得初級組銀牌冠軍，是歷來首支華人球隊在這項賽事奪標。
1929年，中華獲得福建體育會名譽會長郭春秧借出北角七姊妹一塊地皮作為主場，球場興建四邊觀眾棚，其中一邊更設有上蓋，並設有辦公室、更衣室、招待室，還布一條400米標準跑道。香港足球總會於1929年9月11日派人檢查場地後，批准北角球場舉行聯賽賽事
1936年夏季，成立十周年的中華體育會發生「兵變」，鄧廣森、楊根寶、區炳明、鄒文治、何佐賢、黎國釗、黃永康、麥紹漢和陳洪光等一班球員離隊，另起爐灶成立九華足球會，即九龍華人足球之意，情況有如「聯愛團事件」翻版。中華流失大批球員後，足球部主任李翰淦惟有從乙組隊抽調新人補充兵源。不過，兩隊在1936–37年度球季成績均欠佳，中華在 14 支球隊名列第 12，新成立的九華更只得第 13 名，亦即尾二。
中華於1937年夏天退出聯賽，直至第二次世界大戰結束後，中華於1946–47年度重新加入甲組聯賽角逐，戰後最佳成績是1948-49年度，獲得甲組聯賽季軍。同年，其乙組隊亦奪得乙組聯賽冠軍。
1956–57年度球季，香港足球總會成立預備組聯賽，中華即奪得首屆預備組聯賽冠軍。
1956年，中華獲得香港富商黃應求入閣支持球隊，欲復興中華於1920年代的盛勢，計劃斥資5萬港元組織巨型班，並且成功拉攏原南華副會長陳南昌過檔擔任會長，積極招兵買馬，欲高薪挖角姚卓然等南華球星加盟，儘管挖角大計最終失敗，然而中華實力增強，成績大獲改善，於1957–58年度獲得甲組聯賽殿軍。
可惜黃應求於1959年遭綁架及不幸遇害（三狼案），失去財政支持的中華於1959–60年度球季在甲組聯賽 12 支球隊中名列包尾，宣布降班，自此未有再重返甲組作賽。
1976–77年度球季，中華乙組聯賽 12 支球隊中名列包尾，首次降落丙組作賽。1978–79年度球季，於丙組乙包尾被淘汰出局，只保留足總贊助會員席位。
總計中華體育會歷史上，曾經奪得三次甲組聯賽、一次乙組聯賽及一次預備組聯賽冠軍。不過，中華在盃賽成績則只屬平平，歷來只曾在1927–28年度及1929–30年度，贏過兩次初級銀牌冠軍，以及1947年的士丹利木盾 冠軍。

## 球會榮譽
| 榮譽            | 次數        | 年度                      |             |             |             |
| 本 土 聯 賽     | 本 土 聯 賽 | 本 土 聯 賽               | 本 土 聯 賽 | 本 土 聯 賽 | 本 土 聯 賽 |
| --------------- | ----------- | ------------------------- | ----------- | ----------- | ----------- |
| 甲組聯賽 冠軍   | 3           | 1927–28, 1928–29, 1929–30 |             |             |             |
| 乙組聯賽 冠軍   | 1           | 1948–49                   |             |             |             |
| 本 土 盃 賽     |             |                           |             |             |             |
| 士丹利木盾 冠軍 | 1           | 1947–48                   |             |             |             |
| 初級組銀牌 冠軍 | 2           | 1927–28, 1929–30          |             |             |             |

## 著名球員
- 戰前：梁玉棠、吳錦泉、林玉英、黃柏松、孫錦順、陳光耀、區傑生、陳鎮和[9]、包家平、何應芬
- 戰後：林尚義、張戥新、孔慶煜、潘啟鴻、鍾卓標、譚煥章、張耀國、胡輝明